# Thylacinus potens
Thylacinus potens (лат.) — вымершее хищное сумчатое млекопитающее, представитель рода сумчатых волков. Самый крупный представитель семейства сумчатые волки, изначально известный по одной плохо сохранившейся окаменелости обнаруженной Michael O. Woodburne в 1967 году в слоях позднего миоцена недалеко от города Алис-Спрингс, Северная территория. Новые образцы были описаны в 2014 году. Thylacinus potens был предшественником современного сумчатого волка, жил 4—6 млн лет назад и был на 5 % крупнее последнего, имел более мощное телосложение и более короткий, широкий череп. Считается, что он был размером примерно с серого волка; длина его тела с головой составляла около 1,5 м (5 футов).
- Ископаемый череп Thylacinus potens